# Маснави (Руми)
Маснави, или Маснави-йе-Ма’нави (перс. مثنوی معنوی‎) — обширная поэма, написанная на персидском языке Джалаладдином Мухаммадом Бальхи, также известным как Руми.Маснави, известный как Маснави аль-Манави (или Маснави Маулви), — это название сборника стихов Мауланы Джалалуддина Мохаммада Балхи, иранского поэта и мистика. Маснави — одно из самых влиятельных произведений суфизма, которому приписывают сходство с «Кораном на персидском языке». Многие комментаторы считают её величайшей мистической поэмой в мировой литературе. Маснави представляет собой серию из шести сборников стихов, которые вместе составляют около 25 000 стихов или 50 000 строк. Это духовный текст, который учит суфиев, как достичь своей цели — по-настоящему полюбить Бога.

## Общее описание

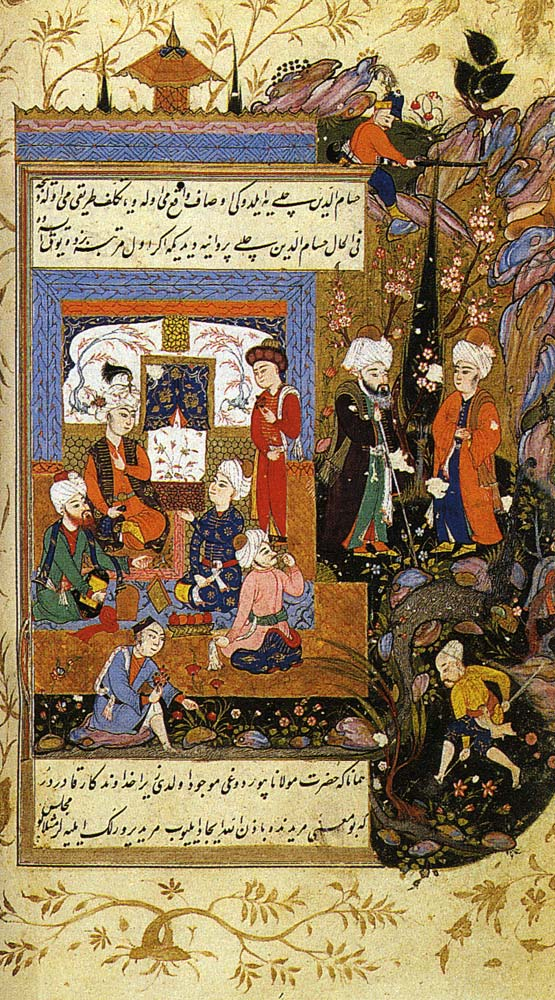
Персидская миниатюра, изображающая Джалал ад-Дина Руми, проявляющего любовь к своему ученику Хусамууддину Челеби (ок. 1594 г.)

Титул Маснави-йе-Ма’нави (перс. مثنوی معنوی‎) означает «Духовные маснави». Маснави представляет собой поэтический сборник коротких рассказов и историй, взятых из Корана, хадисов и повседневных сказок. Истории рассказываются, чтобы проиллюстрировать точку зрения, а каждая мораль обсуждается в деталях. Она включает в себя множество исламских мудростей, но в первую очередь фокусируется на подчёркивании внутренней личной суфийской интерпретации. В отличие от «Дивана» Руми, «Маснави» — относительно «трезвый» текст. Он объясняет различные аспекты духовной жизни и практики суфийским ученикам и всем, кто хочет поразмышлять о смысле жизни.

## Создание
Маснави был создан Руми в последние годы его жизни. Он начал диктовать первую книгу примерно в 1258 году в возрасте 54 лет и продолжал сочинять стихи до своей смерти в 1273 году. Шестая и последняя книга осталась незавершённой.
Документально подтверждено, что Руми начал диктовать стихи Маснави по просьбе своего любимого ученика Хусамуддина Челеби, который заметил, что многие из последователей Руми послушно читают произведения Санаи и Аттара. Таким образом, Руми начал создавать произведение в дидактическом стиле Санаи и Аттара, дополняющее другие его стихи. Говорят, что эти люди регулярно встречались на собраниях, где Руми произносил стихи, а Челеби записывал их и читал ему.
Каждая книга состоит примерно из 4000 стихов и содержит собственное прозаическое введение и пролог. Незавершенное окончание шестого тома породило предположения о том, что работа не была завершена на момент смерти Руми, а также утверждения о существовании ещё одного тома.

## Темы и приёмы повествования
Шесть книг Маснави можно разделить на три группы по две, потому что каждая пара связана общей темой:
- Книги 1 и 2: Они «главным образом связаны с нафсом, низшим плотским я, его самообманом и злыми наклонностями».
- Книги 3 и 4: Эти книги разделяют основные темы Разума и Знания. Эти две темы олицетворены Руми в библейской и коранической фигуре пророка Моисея.
- Книги 5 и 6: Эти последние две книги объединены универсальным идеалом, согласно которому человек должен отрицать своё физическое земное существование, чтобы понять существование Бога.

В дополнение к повторяющимся темам, представленным в каждой книге, Руми включает несколько точек зрения или голосов, приглашающих читателя погрузиться в «волшебство воображения». Есть семь основных голосов, которые Руми использует в своих произведениях:
1. Авторский голос — передает авторитет суфийского учителя и обычно появляется в стихах, адресованных Тебе, Богу, или тебе, всему человечеству.
2. Рассказывающий голос — может быть прерван второстепенными историями, которые помогают прояснить утверждение, иногда занимая сотни строк, чтобы донести мысль.
3. Аналогический голос — прерывание потока повествования, чтобы объяснить утверждение с помощью аналогии.
4. Голос речи и диалог персонажей. Многие истории рассказываются посредством диалогов между персонажами.
5. Моральное размышление — поддерживается цитатами из Корана и хадисов.
6. Духовный дискурс — аналогичный и образцовый.
7. Хиатус — Руми иногда ставит под сомнение свои собственные стихи и пишет, что не может сказать больше, потому что читатель не сможет понять.

Маснави не имеет оформленного сюжета и включает в себя множество сцен, от популярных историй и сцен местного базара до басен и сказок времен Руми. Он также включает цитаты из Корана и хадисов, рассказы времён пророка Мухаммеда.
Хотя нет постоянной рамки, стиля или сюжета, Руми обычно следует определённой схеме письма, которая течёт в следующем порядке: Проблема/Тема → Осложнение → Развязка.